# Lehigh Valley International Airport

i7
i11
i13
Der Lehigh Valley International Airport (IATA: ABE; ICAO: KABE) (früher Allentown-Bethlehem-Easton International Airport) ist ein öffentlicher Flughafen, welcher sich in Hanover Township, Lehigh County, Pennsylvania befindet.
Er liegt 6 km nordöstlich von Allentown in der Region Lehigh Valley in Pennsylvania, der Region mit der drittgrößten Bevölkerung des Staates (nach Philadelphia und Pittsburgh).
Der Flughafen ist im Besitz der Lehigh-Northampton Airport Authority, welche ihn auch betreibt. Im Jahre 2018 verzeichnete der Flughafen 792.974 Passagiere. Für das Jahr 2019 stufte ihn die amerikanische Luftfahrtbehörde als „nonhub“ ein, also als einen Flughafen, welcher 10.000 Fluggäste, aber weniger als 0,05 % der jährlichen Passagierzahlen der USA verzeichnet. In früheren Jahren wurde der Flughafen als „small hub“ bezeichnet.
In den vergangenen Jahren erhielt der Lehigh Valley International Airport immer größere Konkurrenz durch den Philadelphia International Airport (120 km entfernt) und den Newark Liberty International Airport (130 km entfernt). Diese Flughäfen bieten eine größere Vielfalt an Flugzielen und manchmal auch günstigere Tarife an. Diese Konkurrenz wurde durch die Verlängerung der Interstate 78 im Jahr 1990 und durch die Eröffnung der Interstate 476 vergrößert. Zudem führte Frontier Airlines im Jahr 2018 Nonstop-Flüge zu 15 Flugzielen mit Abflug vom nahegelegenen Trenton–Mercer Airport durch.

## Infrastruktur und Flugzeuge
Der Flughafen Lehigh Valley umfasst eine Fläche von 922 ha und befindet sich auf einer Höhe von 120 Metern über dem Meeresspiegel.
Er hat zwei asphaltierte Start- und Landebahnen:
- 06/24: 2316 m × 46 m
- 13/31: 1767 m × 46 m

Die Website des Flughafens meldet für das Jahr 2018 insgesamt 75.231 Flugbewegungen. Diese umfassen 25.408 Allgemeine Luftfahrt, 8.868 regionale Fluggesellschaften, 10.652 größere Fluggesellschaften und 548 militärische Flüge.

## Fluggesellschaften und Ziele

### Fracht
| Fluggesellschaft | Flugziele                                                  |
| ---------------- | ---------------------------------------------------------- |
| FedEx Express    | Indianapolis, Memphis Saisonal: Manchester (New Hampshire) |

## Verkehrszahlen
| Jahr | Fluggastaufkommen | Luftfracht (Tonnen) | Flugbewegungen (mit Militär) |
| ---- | ----------------- | ------------------- | ---------------------------- |
| 2019 | 911.970           | 83.013              | 87.505                       |
| 2018 | 792.974           | 93.564              | 75.231                       |
| 2017 | 692.154           | 93.976              | 79.590                       |
| 2016 | 688.505           | 57.130              | 77.978                       |
| 2015 | 673.505           | 21.502              | 88.084                       |
| 2014 | 612.650           | 13.637              | 101.137                      |
| 2013 | 621.896           | 14.860              | 108.105                      |
| 2012 | 723.556           | 14.947              | 100.048                      |

### Verkehrsreichste Strecken
| Rang | Stadt                        | Passagiere | Fluggesellschaft |
| ---- | ---------------------------- | ---------- | ---------------- |
| 01   | Orlando-Sanford, Florida     | 77.150     | Allegiant        |
| 02   | Atlanta, Georgia             | 71.310     | Delta            |
| 03   | Charlotte, North Carolina    | 61.500     | American         |
| 04   | Chicago–O’Hare, Illinois     | 53.620     | United           |
| 05   | Philadelphia, Pennsylvania   | 38.650     | American         |
| 06   | Detroit, Michigan            | 37.550     | Delta            |
| 07   | St. Petersburg, Florida      | 29.030     | Allegiant        |
| 08   | Punta Gorda, Florida         | 28.510     | Allegiant        |
| 09   | Myrtle Beach, South Carolina | 14.220     | Allegiant        |
| 10   | Nashville, Tennessee         | 8.660      | Allegiant        |

## Zwischenfälle
Bis April 2017 ereigneten sich am Flughafen Lehigh Valley zwei Totalverluste von Flugzeugen, einer davon mit vier Todesopfern.